# 14e division blindée (États-Unis)
Pour les articles homonymes, voir 14e division.

Insigne de la 14e division blindée US.

La 14e division blindée de l'armée des États-Unis était une division blindée de l'armée des États-Unis pendant la Seconde Guerre mondiale.

## Histoire
Elle est activée le 28 août 1942 dans l'Arkansas.
Elle participe à la bataille des Ardennes (Opération Nordwind) puis à la campagne d'Allemagne.
Elle est dissoute le 6 septembre 1945 en Virginie.

### Sources
- (en) Cet article est partiellement ou en totalité issu de l’article de Wikipédia en anglais intitulé « 14th Armored Division (United States) » (voir la liste des auteurs).